# Mar Chiquita
Die Laguna Mar Chiquita (auch Mar de Ansenuza) ist auf die Fläche bezogen der größte See Argentiniens und der zweitgrößte See Südamerikas nach dem Titicaca-See. Er ist weiterhin der fünftgrößte abflusslose See der Welt.

## Lage
Der See liegt im Nordosten der Provinz Córdoba im zentralen Teil des Landes, reicht aber bis in die Provinzen Santiago del Estero und Santa Fe hinein. Auf den meisten Karten, beispielsweise auch auf der in diesem Artikel sichtbaren Karte, ist der See allerdings in den Dimensionen eingetragen, die er um etwa 1950 hatte, als er nur etwa 2.000 Quadratkilometer umfasste.

## Geografie
Der See wird von drei großen Flüssen (Río Dulce, Río Suquía und Río Xanaes) gespeist, hat aber selbst keinen Abfluss. Das führt dazu, dass sich seine Ausdehnung ständig ändert, je nachdem wie hoch die Niederschlagsmenge ausfällt. Die von Wasser bedeckte Fläche schwankt also extrem, je nach Niederschlagsmenge zwischen 2.000 und 10.000 Quadratkilometern (höchster Stand 1958). Heute wird die Fläche auf etwa 5.770 Quadratkilometer geschätzt. In den 1970er-Jahren dehnte sich der See stark aus (Höchststand 1977 mit 8 m über Normal) und überschwemmte sehr weite Flächen im Norden und Osten sowie einen Teil des am Südufer gelegenen Badeortes Miramar. Seit den 1990er-Jahren zieht er sich wieder etwas zurück.
Die Tiefe des Sees beträgt wegen der flachen Topografie des Umlandes nur maximal 19 Meter, bei Niedrigwasser sogar nur 12 Meter.
Insbesondere in der Nordhälfte des Sees befinden sich zahlreiche Inseln, die aber meist nur sehr flach sind und oft überschwemmt werden.

## Bevölkerung
Das Umland des Sees ist dünn besiedelt, da die Flächenveränderung des Sees eine enorme Herausforderung für den Menschen, insbesondere für die Landwirtschaft, darstellt. Es gibt nur zwei Orte direkt an der Küste, Miramar und Playa Grande. Der größte Ort der Region, Morteros, liegt fünf Kilometer östlich der Ostküste des Sees.

## Tourismus
Der See ist ein stark frequentiertes Ferien- und Kurzentrum, da das Wasser salzhaltig ist und einen hohen Anteil von Mineralien aufweist, die gegen viele Erkrankungen helfen. Je nach Wasserstand ändert sich auch der Salzgehalt zwischen 25 und 290 g/l. Heute liegt er bei etwa 80 g/l und ist damit vergleichbar mit dem Salzgehalt normaler Meere.
In der Zeit etwa zwischen 1940 und der Überschwemmung 1977 war der See vor allem wegen dieser Eigenschaften ein von internationalen Touristen besuchtes Reiseziel. Nach der Überschwemmung ging die touristische Aktivität rapide zurück. Erst seit 1992, als im einzigen Badeort Miramar mit dem Wiederaufbau der Küstenpromenade begonnen wurde, erlebt der Tourismus am See wieder einen Aufschwung.

## Schutzgebiete
Der gesamte See sowie ein Teil des sumpfigen Mündungsgebietes des Río Dulce nördlich von Mar Chiquita stehen seit 1994 unter Naturschutz. Anfang 2005 errichtete die Universidad Nacional de Córdoba ein Forschungszentrum am See, um die Schwankungen der Seeoberfläche und den Einfluss der Bevölkerungs- und Wirtschaftsentwicklung in seinem Einzugsgebiet zu erforschen. Insbesondere wird befürchtet, dass der Ausbau von Bewässerungsaktivitäten am Zufluss Río Dulce dem See Wasser abziehen könnte, mit der Folge, dass der See ähnlich wie der Aralsee nach und nach austrocknen würde.

### Reserva Provincial Bañados del Río Dulce y Laguna de Mar Chiquita
Das Reservat besitzt eine Fläche von 9960 km² und ist einer der wichtigsten Feuchtgebiete Argentiniens. Es wurde 2002 als Ramsar-Gebiet ausgewiesen. Zudem wurde der See zum Sitio Hemisférico erklärt, eine Auszeichnung, die Gebieten verliehen wird, die für die Fauna und Flora der westlichen Hemisphäre besonders erhaltenswert sind. Das Schutzgebiet beherbergt 66 % der Zug- und Strandvögel Argentiniens. Es gehört damit zu einem der bedeutendsten Artenschutzgebiete Südamerikas. Besonders viele Zugvogelarten machen bei ihrem Weg von Patagonien in die Arktis und umgekehrt Halt am See. Zu den 150 Vogelarten, die den See dauerhaft bevölkern, gehören drei Arten von Flamingos (Andenflamingo, Chileflamingo und Jamesflamingo), die keine Probleme mit der Adaptation an die wechselnden Bedingungen (wechselnder Salzgehalt, Ausdehnung) haben. Außerdem sind einige Säugetierarten wie Capybara, Dickschwanzbeutelratte, Graumazama, Halsbandpekari, Jaguarundi, Krabbenwaschbär, Mähnenwolf, Nutria, Pampasfuchs, Südamerikanischer Fischotter, Tapeti und Wildkaninchen zu finden.

### Nationalpark Ansenuza
Eine 1860 km² große Fläche im südlichen Teil des Sees wurde 2022 zum Nationalpark erklärt. Dort kommt der Wilsonwassertreter, ein Zugvogel aus Nordamerika, in besonders großer Zahl vor. Es wurden bis zu 600.000 Exemplare gezählt.